# Dirk Roland Haupt
Dirk Roland Haupt, född 11 oktober 1960 i Düsseldorf, Tyskland, är en svensk folkrättsjurist, knuten till juridiska fakulteten vid Lunds universitet, och förläggare på förlaget Jus Gentium i Vadstena.
Hans specialområden är krigets lagar, den nukleära icke-spridningens, nedrustningens och rustningskontrollens folkrätt, internationell kärnenergirätt, cyberoperationernas folkrätt, FN-stadgans folkrätt, rymdrätt, den på konflikten i Mellanöstern tillämpliga folkrätten samt den nationella säkerhetens rätt. Som medlem i International Law Association (ILA) var Haupt å Svenska ILA:s vägnar delaktig i arbetet i ILA:s kommitté för kärnvapen, icke-spridning och samtida folkrätt som suppleant för ambassadör Henrik Salander. Efter att kommittén avslutat sitt arbete representerar han Svenska ILA i ILA:s kommitté för rymdrätt. Förutom de nämnda områdena behandlar hans publikationer rättsfrågor avseende Nato, exportkontroll och upphandling av försvarsmateriel, judiska folkrättsjuristers verk samt aspekter på förhållandet mellan folkrätt och militär strategi med tonvikt på Kina.